# نیکیتین دیر
نیکیتین دهیر (به زبان انگلیسی :nikitin dheer) یک بازیگر هندی است که در بالیوود کار می‌کند.
او در فیلم درام تاریخی، معروف و زیبای جودها اکبر نقش خوب شریف الدین را ایفا کرد.

## فیلم شناسی
| سال  | فیلم              | نقش        |
| ---- | ----------------- | ---------- |
| ۲۰۰۸ | جودها اکبر        | شریف الدین |
| 2008 | Mission Istaanbul | آل غزنی    |
| ۲۰۱۱ | آماده             | آریان      |
| ۲۰۱۲ | نترس ۲            | چانی       |
| ۲۰۱۳ | قطار چنای         | تانگابالی  |
| ۲۰۱۵ | جبار برگشته است   | گوتام      |
| ۲۰۱۶ | فریکی علی         |            |
| ۲۰۱۶ | خانه شلوغ ۳       |            |
| ۲۰۱۹ | نترس ۳            |            |
| ۲۰۲۰ | سوریاوانشی        |            |
| ۲۰۲۱ | پایان             |            |
| ۲۰۲۱ | شیرشاه            |            |

## زندگی شخصی
نیکیتین در تاریخ ۳ سپتامبر ۲۰۱۴ با کراتیکا سینگار ازدواج کرد.